# Sköll
Prema nordijskoj mitologiji, Sköll je ime jednog čudovišnog vuka (vargr), koji progoni nebom božicu Sunca Sól svaki dan, dok Sköllov brat Hati progoni Manija, boga Mjeseca. Tijekom Ragnaroka, Sköll će pojesti Sól, a Hati Manija.

## Obitelj
Sköll i Hati su sinovi vuka Fenrira (Hróðvitnir) te tako unuci boga Lokija. Ponekad je Sköll poistovjećen sa svojim ocem.